# Schlüssellochgarten
Ein Schlüssellochgarten (engl. Keyhole Garden) ist eine spezielle Form des Hochbeets, der seinen Namen aufgrund der kreisrunden Form erhalten hat. Durch seine Einbuchtung zur Mitte hin ähnelt der Garten aus der Vogelperspektive einem Schlüsselloch (engl. keyhole). Aufbau und Form des Schlüssellochgartens entstanden unter Einfluss des Konzepts der Permakultur.

## Aufbau und Funktion

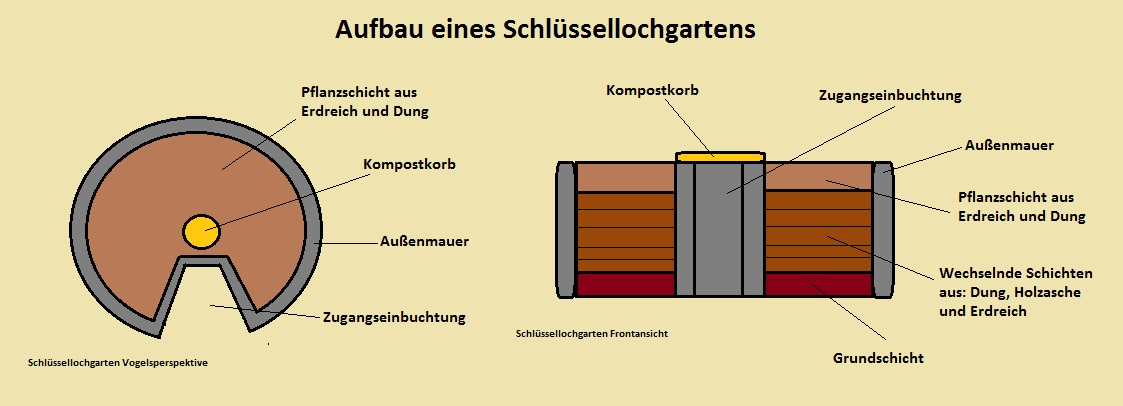
Das Schlüssellochgartendesign

Ein Schlüssellochgarten ist ein rundes Hochbeet, das bei einem Durchmesser von ca. 3 Metern auf Hüfthöhe aufgeschichtet wird. Dabei wird die namensgebende Einbuchtung freigelassen, durch die der Gärtner Zugriff auf die Mitte des Gartens hat. Die Außenmauer wird aus Feldsteinen oder sonstigen geeigneten Materialien errichtet. Sie soll die Stabilität der Konstruktion gewährleisten und unerwünschten Einflüssen auf den Innenraum des Beetes, wie etwa größeren Temperaturschwankungen, entgegenwirken.
Die Füllung des Beetes besteht aus abwechselnden Schichten von Holzasche, Dung und normalem Erdreich. Die unterste Schicht soll den Boden nach unten hin abschließen, um Wärme und Feuchtigkeit im Beet zu halten. Die verwendeten Materialien reichen von  Aloe-Blättern bis hin zu plattgeklopften Konservendosen.
Im Zentrum des Beetes befindet sich der „Korb“, in der Regel ein aus Stöcken und Gras gefertigtes Gestänge, das einen Freiraum bis zum Boden des Beetes offenhält. In diesen Freiraum können kompostierbare Materialien, etwa Küchenabfälle, gefüllt werden, die dem Boden Nährstoffe zuführen. Durch die filternden Eigenschaften des Korbes kann Brauchwasser aus dem Haushalt für die Bewässerung verwendet werden.

## Verbreitung und Verwendung
Neben der sporadischen Verbreitung unter Hobbygärtnern im europäischen und angloamerikanischen Raum wurde das Konzept des Schlüssellochgartens von mehreren Hilfsorganisationen aufgegriffen. Der Aufbau des Hochbeetes macht den Schlüssellochgarten sehr geeignet für Entwicklungsprojekte. Die übliche Vorgehensweise ist es, die Expertise und die Mittel zum Bau und Unterhalt der Gärten – Saatgut, Werkzeuge, in Dürregebieten auch ein Verdunstungsschutz – einzelnen Haushalten zur Verfügung zu stellen, damit diese eigenständig Gemüseanbau betreiben können. Dadurch soll in Regionen, in denen sich weite Teile der Bevölkerung hauptsächlich von nur einer Nahrungsmittelart ernähren, die längerfristige Basis für Nahrungsergänzung gelegt werden, um gesundheitsschädlicher Mangelernährung entgegenzuwirken. Auch die Erhöhung des Haushaltseinkommens durch den Verkauf von eventuellen Ernteüberschüssen wird angestrebt.
Folgende Eigenschaften des Gartendesigns machen den Schlüssellochgarten erfolgversprechend für die Entwicklungshilfe:
- Billige und lokal verfügbare Materialien ermöglichen auch Personen, die über wenig bis gar kein Geld verfügen, den Zugang zu dem Projekt.
- Durch das Düngen mit natürlichen und in der Regel leicht verfügbaren Materialien wie Küchenabfällen ist kein Kauf von Dünger notwendig.
- Die Pflanzung bestimmter Kombinationen von schädlingsresistenten Pflanzensorten in entsprechender Anordnung kann die Verwendung von Pestiziden und den damit einhergehenden finanziellen Aufwand vermeiden.
- Die Möglichkeit, Wasser zu sparen, indem man den Schlüssellochgarten zu einem Großteil mit Brauchwasser aus dem Haushalt bewässert, macht das Konzept für Regionen, die unter Dürren und Wasserknappheit leiden, attraktiv.
- Die komprimierte Konstruktionsweise mit dem zusätzlichen Schutz durch eine Außenmauer ist auch in sehr steinigem und von Erosion bedrohtem Gelände möglich. Damit wird der Garten weitgehend unabhängig von der Bodenbeschaffenheit vor Ort.
- Die Höhe des Gartens sowie die Zugangseinbuchtung zur Mitte erleichtern älteren oder kranken Menschen die Arbeit am Hochbeet.
- Die hohe Fruchtbarkeit und der Schutz durch das Beet ermöglichen es, oft ganzjährig bis zu fünf Gemüsesorten anzupflanzen.[2][5]

## Projekte mit Verwendung des Schlüssellochgartens
- Die Johanniter-Unfall-Hilfe will ihr bereits bestehendes Ernährungshilfeprojekt in Dschibuti mit dem Bau von Schlüssellochgärten ergänzen.[6]
- Die Britische Hilfsorganisation „Send a Cow“ ist die erste Organisation, die die Schlüssellochgärten erfolgreich im Rahmen ihrer Entwicklungshilfe einsetzt.[5][7]